# Nông nghiệp bền vững
Nông nghiệp bền vững là phương thức canh tác nông nghiệp theo cách bền vững, có nghĩa là đáp ứng nhu cầu thực phẩm và dệt may hiện tại của xã hội, mà không ảnh hưởng đến khả năng đáp ứng nhu cầu của các thế hệ hiện tại hoặc tương lai. Nông nghiệp này có thể dựa trên sự hiểu biết về các dịch vụ hệ sinh thái. Có nhiều phương pháp để tăng tính bền vững của nông nghiệp. Khi phát triển nông nghiệp trong các hệ thống thực phẩm bền vững, điều quan trọng là phát triển quy trình kinh doanh linh hoạt và thực hành canh tác.
Nông nghiệp có một dấu ấn môi trường to lớn, đóng một vai trò lớn trong việc gây ra biến đổi khí hậu, khan hiếm nước, suy thoái đất, phá rừng và các quá trình khác;  nó đồng thời gây ra những thay đổi môi trường và bị tác động bởi những thay đổi này. Phát triển hệ thống thực phẩm bền vững, góp phần vào sự bền vững của dân số loài người. Ví dụ, một trong những cách tốt nhất để giảm thiểu biến đổi khí hậu là tạo ra các hệ thống thực phẩm bền vững dựa trên nền nông nghiệp bền vững. Nông nghiệp bền vững cung cấp một giải pháp tiềm năng để cho phép các hệ thống nông nghiệp nuôi sống dân số ngày càng tăng trong điều kiện môi trường thay đổi.

## Lịch sử
Năm 1907 Franklin H. King trong cuốn sách Farmers of Forty Cent Century đã thảo luận về những lợi thế của nông nghiệp bền vững và cảnh báo rằng những thực hành như vậy sẽ rất quan trọng đối với nông nghiệp trong tương lai. Cụm từ "nông nghiệp bền vững" được nhà nông học người Úc Gordon McClymont đưa ra lần đầu tiên. Thuật ngữ này trở nên phổ biến vào cuối những năm 1980.
Có một hội nghị quốc tế về tính bền vững trong nghề làm vườn của Hiệp hội khoa học làm vườn quốc tế tại Đại hội làm vườn quốc tế ở Toronto năm 2002. Tại hội nghị sau đây tại Seoul năm 2006, các nguyên tắc đã được thảo luận thêm.

## Định nghĩa
Trong Đạo luật Chính sách Giảng dạy, Mở rộng và Nghiên cứu Nông nghiệp Quốc gia Hoa Kỳ năm 1977, thuật ngữ "nông nghiệp bền vững" được định nghĩa là một hệ thống tích hợp thực hành sản xuất động vật và thực vật có ứng dụng cụ thể theo địa điểm, về lâu dài:
- thỏa mãn nhu cầu lương thực và chất xơ của con người [9]
- nâng cao chất lượng môi trường và cơ sở tài nguyên thiên nhiên mà nền kinh tế nông nghiệp phụ thuộc vào
- sử dụng hiệu quả nhất các nguồn tài nguyên không thể tái tạo và tài nguyên tại trang trại và tích hợp, khi thích hợp, các chu trình và kiểm soát sinh học tự nhiên thích hợp
- duy trì khả năng kinh tế của hoạt động trang trại
- nâng cao chất lượng cuộc sống cho toàn thể nông dân và xã hội.

Học giả người Anh Jules Pretty đã nêu một số nguyên tắc chính liên quan đến tính bền vững trong nông nghiệp:
1. Sự kết hợp của các quá trình sinh học và sinh thái như chu trình dinh dưỡng, tái tạo đất và cố định đạm vào thực hành sản xuất nông nghiệp và thực phẩm.[10]
2. Sử dụng giảm số lượng đầu vào không thể tái tạo và không bền vững, đặc biệt là những đầu vào có hại cho môi trường.
3. Sử dụng chuyên môn của nông dân để vừa làm việc có năng suất vừa làm đất cũng như thúc đẩy sự tự chủ và tự túc của nông dân.
4. Giải quyết các vấn đề về nông nghiệp và tài nguyên thiên nhiên thông qua sự hợp tác và hợp tác của những người có các kỹ năng khác nhau. Các vấn đề được giải quyết bao gồm quản lý dịch hại và thủy lợi.

Nó coi trọng kinh tế dài hạn cũng như kinh tế ngắn hạn bởi vì tính bền vững được định nghĩa là mãi mãi, đó là môi trường nông nghiệp được thiết kế để thúc đẩy tái sinh vô tận. Nó cân bằng nhu cầu bảo tồn tài nguyên với nhu cầu của nông dân theo đuổi sinh kế của họ.
Nó được coi là sinh thái hòa giải, cung cấp đa dạng sinh học trong cảnh quan của con người.